# عباس فاضل الحسني النقشبندي
حضرة الشريف الشيخ عباس فاضل الحسني النقشبندي حضرة الشيخ الشريف عباس السيد فاضل الحسني يعد من أبرز الشخصيات الدينية والعلمية التي تركت أثرًا كبيرًا في مدينة سامراء والعراق عمومًا. بأسلوبه المؤثر في الخطابة وقدرته على نشر التعليم الديني والقيم الإسلامية، استطاع أن يكون شخصية مرموقة ومؤثرة في مجتمعه. بالإضافة إلى مكانته الدينية والعلمية، تولى حضرة الشيخ الشريف عباس السيد فاضل الحسني نقيب السادة الأشراف الهاشميين في العراق منذ عام 2004، ما أضاف إلى مكانته الاعتبارية ودوره القيادي في تعزيز الهوية الإسلامية والثقافية.
عُرف الشيخ أيضًا كمرشد ومربي عمل على التهذيب وغرس القيم الأخلاقية العالية، ما جعله شخصية روحية ومصلحًا اجتماعيًا. محبة الناس له ووجود مريدين وأتباع في مختلف أنحاء العالم يعكس مدى تأثيره وشخصيته الجامعة بين العلم والدعوة والإصلاح.

## نشأته
ولد في عام 1371 هـ الموافق 1951 م – في قلعة سامراء في العراق.

## دراسته
- درس في مدرسة القلعة للبنين سنة 1959- 1960.
- أختير إماما لطلابها لصلاة الظهر سنة 1963 – 1964 م
- درس في متوسطة المعتصم في سامراء.
- دخل المدرسة العلمية الدينية في سامراء و كانت الدراسة آنذاك ( 12 سَنة ) , ثم تخرج منها
- التحق بكلية الشريعة في بغداد و حصل على البكالريوس / قسم أصول الدين ( عقيدة وفلسفة ) .

## أساتذته
- العلامة أحمد الراوي الرفاعي
- الشيخ أيوب الخطيب
- الشيخ مخلص الراوي
- الدكتور بركة الأزهري
- الشيخ الدكتور شافعي الأزهري
- الشيخ محمد نمر الخطيب الحسيني الفلسطيني

وكذلك صحب عددا من العلماء كمثل:
الشيخ مصطفى بن أبي بكر الهرشمي النقشبندي ونال عنه الإجازة العالمية بالمنقول والمعقول، والإجازة الروحية، والتوجه و الخرقة الروحية سنة 1978 و 1980 و نال عنه الخلافة التامة والخرقة الروحية سنة 1412 هـ ثم صحب الشيخ مشرف اوزجان البرواري الخنوكي من تركيا, و نال عنه الخرقة الروحية وإجازة الإرشاد والنيابة المطلقة العامة عنه سنة 1427 هـ

## مكانته العلمية والروحية
عمل إماما وخطيبا و واعظا في مساجد وأماكن كثيرة من سنة 1978 و انتهى بِه المطاف إماما وخطيبا و واعظا ومرشدا في جامع الرباط في القلعة من نواحي سامراء وأسندت إليه نقابة بني هاشم في العراق سنة 2004 م.

## مؤلفاته
من مؤلفاته ضمن سلسلة رسائل الحق والنور:
1- الشخصية الإسلامية العالمية
2- صرخة للدين والأمة
3- منهج العمل الروحي الإسلامي( التصوف)
4-الهدى والنور في الرسالة والخاتمية
5- الموازنة بعقيدة الغيب
6- آية الصلاة على النبي محمد صلى الله عليه وسلم و فوائدها في الدنيا والآخرة
7- من أحوال رمضان وليلته المباركة
8- ميزان الاعتدال لحفظ الدين والأحوال ( 6 أجزاء )
9- حنين الفؤاد لأهل العقيدة والدلالة و الصلاح